# Asedio de Kuriyagawa
El Asedio de Kuriyagawa fue un conflicto bélico del período Heian de la historia de Japón.
Este pequeño asedio fue parte de la Guerra Zenkunen, que culminó con una victoria del clan Minamoto sobre el clan Abe e incluso Abe no Sadato resultó muerto en los enfrentamientos.
Después de la victoria Minamoto no Yoshiie estableció el Tsurugaoka Hachiman-gū en Kamakura en agradecimiento a sus aliados victoriosos.